# Armoriale di Gheldria

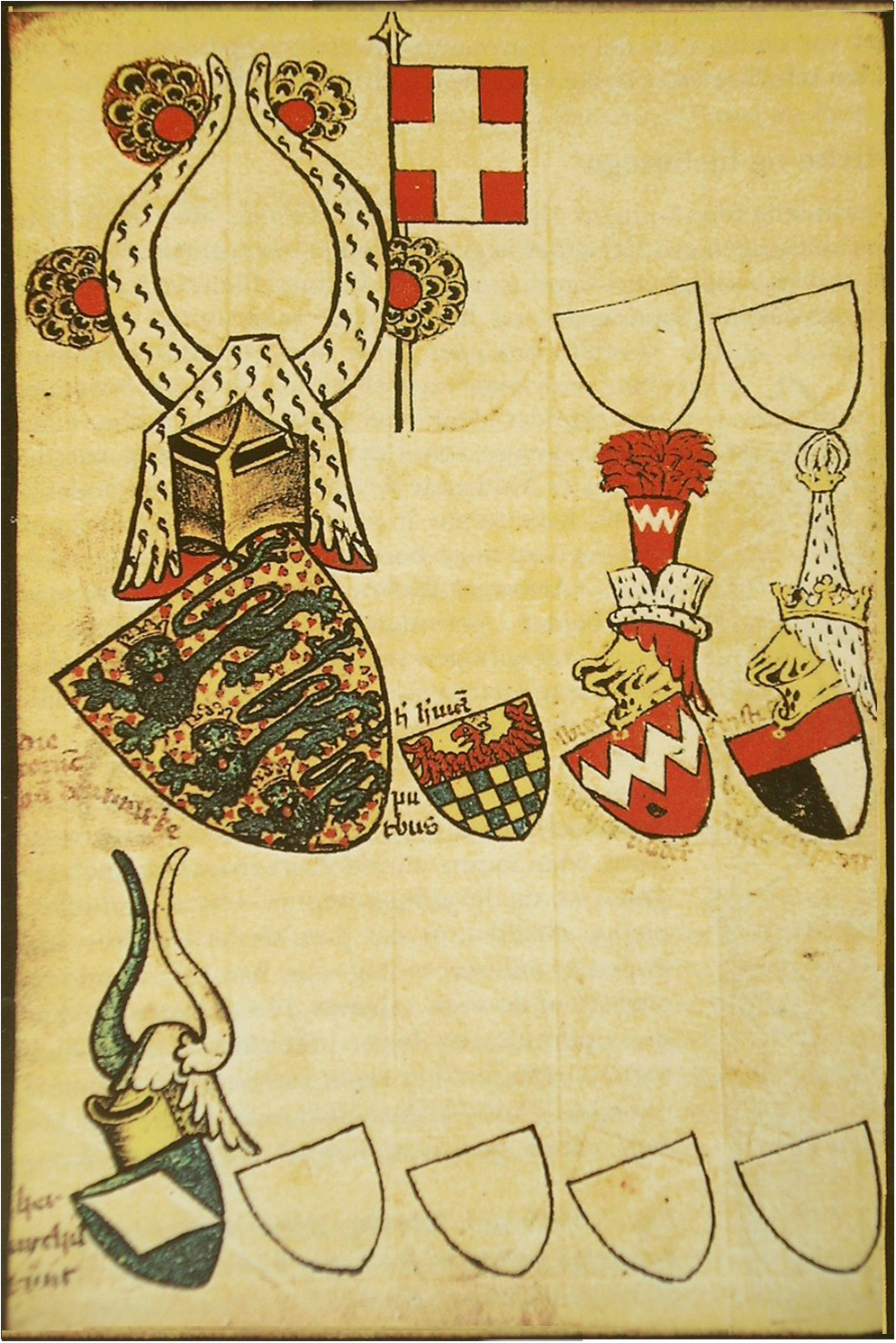
Verso del foglio 55 dell'Armoriale di Gheldria, che mostra la più antica immagine conosciuta con colori certi del Dannebrog

L'armoriale di Gheldria (in olandese, Wapenboek Gelre) è probabilmente la raccolta medievale di armi più nota ed è tra le più antiche conservate nell'edizione originale. Fu compilata tra il 1370 e il 1414 dall'araldo Claes Heynenszoon detto Gelre (= Gheldria) che le ha dato il nome.
Contiene:
- le sfide, messe in versi nel 1334, portate al duca Giovanni III di Brabante, detto il trionfante, da 18 principi alleatisi contro di lui;
- la blasonatura in versi e i disegni delle armi di 14 nobili caduti nella battaglia di Stavoren nel 1345;
- due cronache in poesia e illustrate con le armi del Brabante e dell'Olanda;
- alcuni poemi accompagnati dalle armi di 13 cavalieri che ebbero le origini tra il Reno e la Mosa.

L'armoriale, in cui sono presenti 1755 stemmi suddivisi in 121 fogli. è oggi conservato nella Biblioteca reale del Belgio, con la posizione di catalogo ms. 15652-56.
L'opera è importante soprattutto come fonte storica, ad esempio per la storia della Danimarca per cui fornisce la prima immagine con colori certi del Dannebrog, la bandiera danese la cui precisa origine è avvolta nel mistero e nel mito. A pagina 55, nel verso, si vede lo stemma danese cimato da un elmo con le corna: a fianco del corno sinistro è una lancia con uno scudo banderese che mostra una croce bianca su fondo rosso. Il testo che si trova a sinistra dello stemma dice die coninc van denmarke (Il re di Danimarca).